# Шорникова, Полина Валентиновна
Поли́на Валенти́новна Шо́рникова (родилась 18 апреля 1986, Кирово-Чепецк, Кировская область, РСФСР, СССР) — российская пловчиха, многократная чемпионка и рекордсменка России по плаванию вольным стилем, член сборной команды России, мастер спорта России международного класса.

## Биография
Воспитанница кирово-чепецкой школы плавания. Начала заниматься в отделении плавания детско-юношеской спортивной школы при Спортивном клубе «Олимпия». Первый тренер — Козлова Наталья Алексеевна, тренер-преподаватель отделения плавания СДЮСШОР (позже — заслуженный тренер России).
В 1998 году победила на всероссийских соревнованиях клуба «Весёлый дельфин». В 2000 году команда девушек из Кирово-Чепецка стала первой на чемпионате России среди ДЮСШ, а Шорникова выиграла заплывы на 200 м кролем и 400 м комплексным плаванием и стала второй на 200 м комплексным плаванием. По итогам сезона она вошла в сборную страны. В 2002 году на проходившем в Ростове-на-Дону первенстве России среди юниоров в заплывах вольным стилем она завоевала «золото» на дистанциях 400 и 800 м и стала второй на 200 и 1500 м.
В 2002 году на юношеском чемпионате Европы, проходившем в Линце (Австрия) в заплывах вольным стилем была первой на дистанции 200 м и в эстафете 4×200 м, и второй на дистанции 400 м и в эстафете 4×100 м.
С 2000 года тренировалась в Волгограде и представляла на внутренних соревнованиях Кировскую и Волгоградскую области. Так, на проходившем в Москве в 2002 году чемпионате России в 25-метровом бассейне её индивидуальные победы была внесены в протокол как результаты кировской спортсменки, а победу в эстафетах Шорникова помогла одержать волгоградской команде.
В 2003 году на чемпионате России в Москве завоевала бронзу в плавании вольным стилем на дистанциях 200 и 400 м. В 2004 году на зимнем чемпионате России, проходившем в подмосковном Чехове, в выступлениях вольным стилем, впервые поднялась на высшие ступени пьедестала — на дистанции 400 м и в эстафете 4×100 м, а также стала второй на дистанциях 200 и 800 м, а на проходившем в Москве летнем чемпионате России стала третьей на дистанции 400 м вольным стилем.
Не менее успешно выступала в соревнованиях на короткой воде. На чемпионате России 2002 года в Москве на дистанциях вольным стилем она выиграла 4 золотых медали: 200 и 400 м, а также в эстафетах 4×100 м (с национальным рекордом 3.44,76) и 4×200 м (с национальным рекордом 8.00,48).
Входила в состав национальной сборной России. На проходившем в этом году в Москве чемпионате Европы на короткой воде (25 м) была четвёртой в заплыве на 400 м вольным стилем и пятой в составе эстафетной команды 4×200 м вольным стилем. В 2003 году на чемпионате Европы на короткой воде (25 м) в Дублине (Ирландия) участвовала в финальном заплыве на дистанции 800 м вольным стилем (7 место). Входила в состав сборной России на Олимпийских играх 2004 года в Афинах и 2008 года в Пекине.
После завершения спортивной карьеры занимается тренерской работой, проживает в подмосковном городе Фрязино.

## Спортивные достижения
- чемпион России по плаванию на короткой воде (Москва, 2002) на дистанции 200 м (вольный стиль)
- чемпион России по плаванию на короткой воде (Москва, 2002) на дистанции 400 м (вольный стиль)
- чемпион России по плаванию на короткой воде (Москва, 2002) в эстафете 4×100 м (вольный стиль)
- чемпион России по плаванию на короткой воде (Москва, 2002) в эстафете 4×200 м (вольный стиль)
- бронзовый призёр Чемпионата России по плаванию (Москва, 2003) на дистанции 200 м (вольный стиль)
- бронзовый призёр Чемпионата России по плаванию (Москва, 2003) на дистанции 400 м (вольный стиль)
- чемпион Зимнего чемпионата России по плаванию (Чехов, 2004) на дистанции 400 м (вольный стиль)
- чемпион Зимнего чемпионата России по плаванию (Чехов, 2004) в эстафете 4×100 м (вольный стиль)
- серебряный призёр Зимнего чемпионата России по плаванию (Чехов, 2004) на дистанции 200 м (вольный стиль)
- серебряный призёр Зимнего чемпионата России по плаванию (Чехов, 2004) на дистанции 800 м (вольный стиль)
- бронзовый призёр Чемпионата России по плаванию (Москва, 2004) на дистанции 400 м (вольный стиль)